# Censure à Taïwan
Ne doit pas être confondu avec Censure en république populaire de Chine.
La censure à Taïwan , théoriquement éliminée depuis 1987 et l'abandon de l'autoritarisme, a refait son apparition avec une force croissante à l'initiative et sous la pression du gouvernement de Pékin, qui profite depuis les années 2000 du développement de ses relations avec Taiwan pour tenter d'imposer sa politique de censure, qui se manifeste par l'autocensure des médias taiwanais.

## Histoire
Durant la plus grande partie de la période où la République de Chine à Taïwan fut sous le contrôle de la loi martiale, le Guomindang, parti unique et autoritaire de l'état, exerça un contrôle strict des médias. Les autres partis politiques étaient interdits, ainsi que les médias défendant la démocratie ou l'indépendance de Taïwan. Li Ao, un activiste politique taïwanais connu, nationaliste et intellectuel, vit interdire à la vente 96 de ses livres. L'écrivain Bo Yang fut emprisonné pendant 8 ans pour une traduction du dessin animé Popeye parce que la traduction fut interprétée comme une critique du dirigeant Tchang Kaï-chek. Les médias de langue taïwanaise étaient aussi interdits, et les enfants qui parlaient taïwanais à l'école recevaient des châtiments corporels.

## Ère moderne
Durant les élections locales de 2005, des CD contenant des vidéos qui ridiculisaient les candidats furent confisqués en accord avec l'Election and Recall Act (loi sur les élections et révocations). Le défunt Government Information Office (Bureau de l'information gouvernementale) et les médias contrôlés par le Guomindang exercèrent un certain contrôle sur les autres médias.
Il n'y a désormais plus de restriction sur l'utilisation d'autres langues que le mandarin à l'école ou dans les médias, bien que cette langue demeure la langue officielle de l'éducation. L'ancienne politique est responsable du fait que de nombreux jeunes[évasif] Taïwanais ne maîtrisent pas la langue maternelle de leurs parents (i.e. le taïwanais, le hakka ou une autre des langues formosanes).
Le développement des échanges commerciaux et capitalistiques entre les médias taiwanais et Pékin, le développement de la publicité et la dépendance qui en résulte ont conduit les médias à pratiquer une large autocensure, et à ne plus traiter les sujets indisposant la Chine, ou à favoriser son point de vue.